# Perwiatycze
Perwiatycze (ukr. Перв'ятичі) – wieś na Ukrainie, w rejonie czerwonogrodzkim obwodu lwowskiego. Wieś liczy około 610 mieszkańców.

## Historia
W 1616 Jakób Łychowski (Lychowski) herbu Jasieńczyk, łowczy halicki w 1613, skupił od Nieborskiego, Miedźwiedzkiego i Jakowickiego części Pierwiatycz, Bramowa, Spasowa. W 1621 J. Łychowski wraz ze żoną Katarzyną z Jordanowskich sprzedał Tartaków z zamkiem, Perwiatycze, Bramów, Spasów Jakubowi Trzcińskiemu, od którego kupił miasteczko Rawa Ruska z zamkiem i kilku wsiami. 
W II Rzeczypospolitej do 1934 samodzielna gmina jednostkowa. Następnie należała do zbiorowej wiejskiej gminy Tartaków Miasto w powiecie sokalskim w woj. lwowskim. 
W lutym 1944 nacjonaliści ukraińscy z OUN - UPA zamordowali tutaj 11 Polaków, rabując i paląc polskie zagrody.
W związku z poprowadzeniem nowej granicy państwowej na Bugu, wieś wraz z całym obszarem gminy Tartaków Miasto znalazła się w Związku Radzieckim.